# Renovació urbana

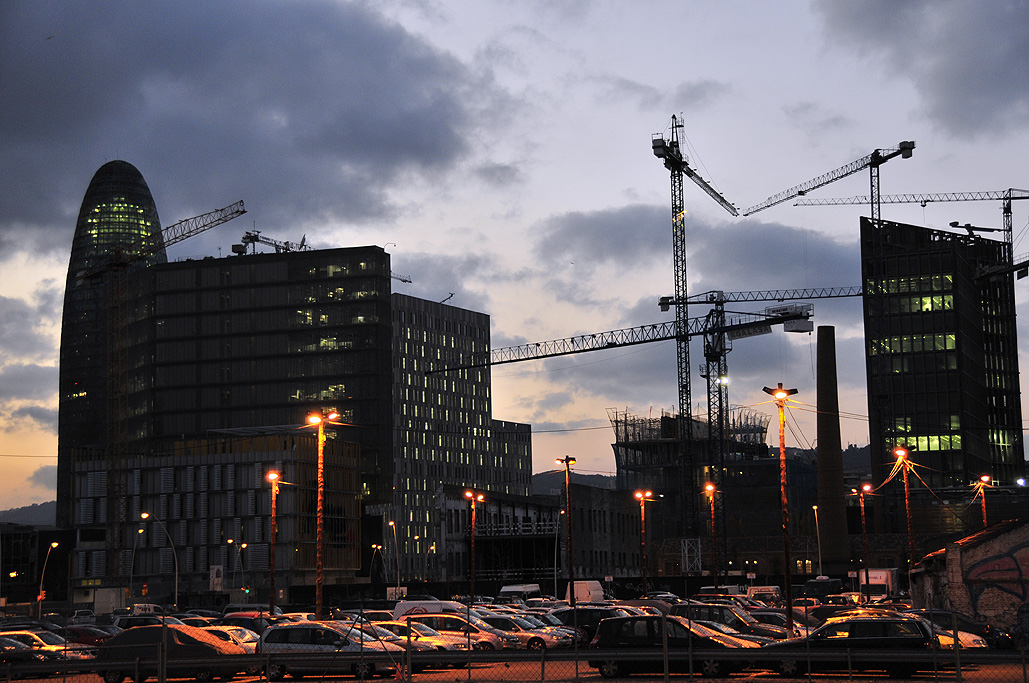
Alguns edificis en construcció a l'antiga zona industrialitzada del Poblenou, 2008.

El terme renovació urbana (també anomenada regeneració urbana al Regne Unit i revitalització urbana als Estats Units) va ser encunyat cap al 1950 per Miles Calean, economista estatunidenc, i es refereix a la renovació de l'edificació, equipaments i infraestructures de la ciutat, necessària a conseqüència del seu envelliment o per adaptar-la a nous usos i diferents activitats. Es tracta d'un fenomen complex que pot prendre molt diferents camins i està relacionat amb altres tipus de processos urbans com són la rehabilitació, el redesenvolupament o la invasió-successió.

## Definicions

### Rehabilitació
Per rehabilitació es compren l'increment de la qualitat de les estructures fins a un estàndard prefixat per l'administració o pel mercat de l'habitatge.

### Redesenvolupament
Es refereix a la demolició, reordenació i reconstrucció de tota una àrea.

### Invasió-successió
És un terme desenvolupat àmpliament per l'escola de Chicago, es refereix a la substitució de la població d'una zona, habitualment com a conseqüència d'un procés de renovació urbana.

### Renovació urbana
Una definició de renovació urbana ho cita Grebler (1965, p.13): 
| « | Esforç deliberat per canviar l'ambient urbà per mitjà de l'ajust planificat i a gran escala de les àrees urbanes existents, a les exigències presents i futures de l'habitatge i el treball d'una ciutat. | » |

## Antecedents

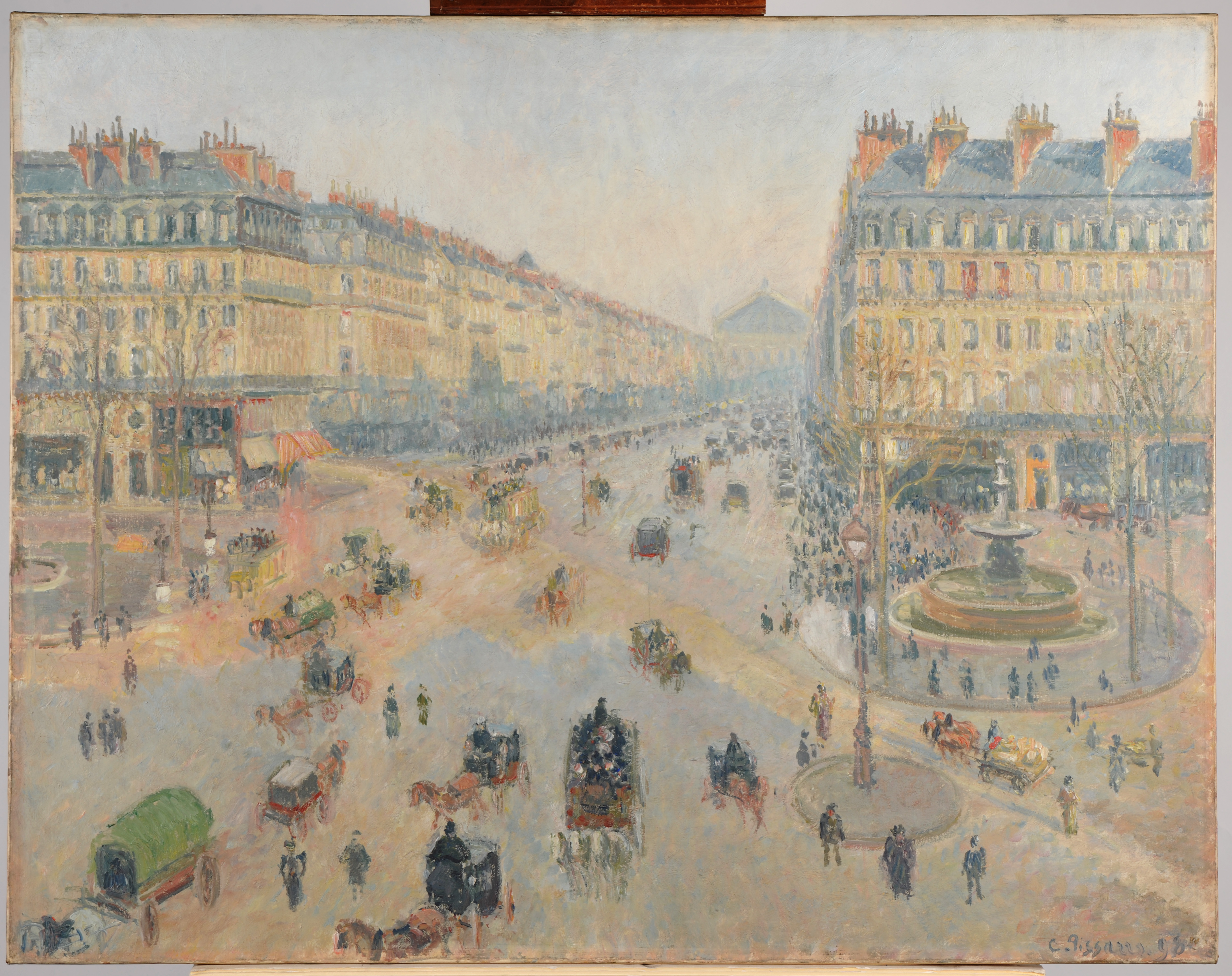
L'enderrocament de muralles va permetre les avingudes àmplies.

Les primeres operacions de renovació urbana es donen en la primerenca ciutat industrial. Al segle xix s'escometen en gairebé totes les ciutats mitjanes occidentals obres de rehabilitació i sanejament dels barris obrers, obres en les quals té un paper determinant l'enderrocament de les muralles. Altres operacions que es realitzen són l'obertura d'eixos de comunicació i la construcció d'eixamples que impermeabilitza les complexes trames medievals.
A la ciutat postmoderna les operacions de renovació urbana van cada vegada més dirigides a la rehabilitació de barriades estratègicament situades i que sofreixen com a conseqüència d'aquesta renovació una considerable revaloració que es converteix en el principal motor de l'actuació del capital privat i públic a la zona, provocant també moviments socials.

## Actualitat

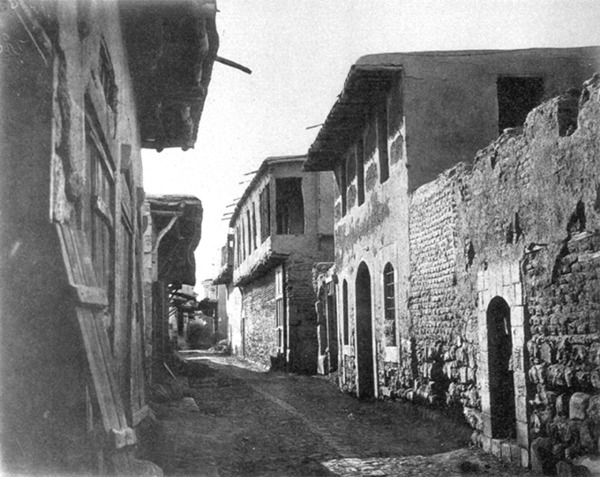
Barri degradat.

La renovació urbana avui en dia es produeix al centre d'una ciutat en desenvolupament o en les seves proximitats, atès que en aquestes zones és on es localitzen els barris més envellits i inadaptats a les estructures econòmiques i socials actuals.
Aquest tipus d'actuacions a gran escala impliquen necessàriament la intervenció de l'administració pública, segons Richardson, atès que la millora de les estructures i els equipaments d'una zona es tracta d'una empresa que requereix grans desemborsaments de capital que no seran recuperats necessàriament.
El valor d'una finca ve determinat, entre altres coses, per la qualitat del veïnatge, es denomina «efecte contagi». Per tant, si en una àrea amb cases ben mantingudes un propietari manté la seva obtindrà un rendiment superior. Per contra si el propietari manté bé l'estat de l'edificació en un entorn deteriorat, els rendiments que obtindrà per aquest manteniment seran molt inferiors. Per tant, només resultarà rendible mantenir en bon estat un habitatge si la resta de les edificacions mantenen un bon nivell de manteniment.
Això porta a afirmar que solament és possible la renovació urbana si el sector públic assumeix el cost del contagi privat i substitueix el funcionament del mercat per una barreja d'inversions públiques i privades. Les subvencions del govern minimitzen els costos pels ajuntaments. A més, la construcció de nous edificis suposa un augment dels ingressos fiscals de l'administració local.
Alguns exemples de renovació urbana massiva s'han estudiat als EUA i Gran Bretanya. Així en el primer d'aquests estats, a finals de 1965 s'havien aprovat 1.700 projectes de renovació urbana, desallotjant i desplaçant a unes 750.000 persones. A partir d'aquest any el ritme de renovació es va accelerant. Als EUA la renovació urbana tendeix a reduir el volum d'habitatges de renda baixa i augmenta el dels apartaments de renda alta, obligant als pobres a traslladar-se a habitatges més cars.
A Gran Bretanya, entre 1955 i 1970 es van demolir 153.000 edificis, encara que l'impacte va ser menor que als Estats Units sobretot gràcies a una forta política social d'habitatge que va acollir a la població desallotjada.